# Яблоново-Випихи
Яблоново-Випихи (пол. Jabłonowo-Wypychy) — село в Польщі, у гміні Соколи Високомазовецького повіту Підляського воєводства.
Населення — 45 осіб (2011).
У 1975-1998 роках село належало до Ломжинського воєводства.

## Демографія
Демографічна структура станом на 31 березня 2011 року:
|          | Загалом | Допрацездатний вік | Працездатний вік | Постпрацездатний вік |
| -------- | ------- | ------------------ | ---------------- | -------------------- |
| Чоловіки | 24      | 5                  | 14               | 5                    |
| Жінки    | 21      | 4                  | 10               | 7                    |
| Разом    | 45      | 9                  | 24               | 12                   |